# Stridon
Stridon (Latijn: Strido Dalmatiae) was een plaats in de Romeinse provincie Dalmatia. De plaats lag waarschijnlijk in de buurt van het tegenwoordige Ljubljana. De exacte locatie is onbekend. De plaats staat bekend als de geboorteplaats van de kerkvader Hiëronymus van Stridon. In 379 werd de plaats verwoest door de Goten. Hiëronymus schreef over deze gebeurtenis in zijn werk De viris illustribus.
Tevens kwam Domnus van Stridon uit deze plaats. Domnus was een bisschop, die deelnam aan het Eerste Concilie van Nicea, in 325. 